# Котівка (Новоукраїнський район)
Коті́вка — село в Україні, у Новомиргородській міській громаді Новоукраїнського району Кіровоградської області. Населення становить 90 осіб. Орган місцевого самоврядування — Новомиргородська міська громада.

## Географія
Поблизу села знаходиться Котівський ліс — найбільший лісовий масив Новомиргородського району.

## Топоніми

### Урбаноніми
Кількість елементів інфраструктури в селі — це 3 вулиці.
Вулиці
- Гладкого
- Лісова
- Петровського Григорія

## Населення
Згідно з переписом УРСР 1989 року чисельність наявного населення села становила 133 особи, з яких 57 чоловіків та 76 жінок.
За переписом населення України 2001 року в селі мешкало 90 осіб.

### Мова
Розподіл населення за рідною мовою за даними перепису 2001 року:
| Мова       | Відсоток |
| ---------- | -------- |
| українська | 72,22 %  |
| молдовська | 26,67 %  |
| російська  | 1,11 %   |